# Schoonspringen op de Olympische Zomerspelen 2016 – tienmetertoren mannen
Het schoonspringen voor mannen vanaf de tienmetertoren mannen op de Olympische Zomerspelen 2016 vond plaats op 19 en 20 augustus 2016. 28 schoonspringers gingen van start in de voorronde. 18 schoonspringers kwamen in actie in de halve finale, 12 van hen drongen door tot de finale. Regerend olympisch kampioen was de Amerikaan David Boudia.

## Uitslag
| Rang   | Naam              | Land | Voorronde | Voorronde | Halve finale  | Halve finale  | Finale        | Finale        | Finale        | Finale        | Finale        | Finale        | Finale        |
| Rang   | Naam              | Land | Punten    | Rang      | Punten        | Rang          | 1             | 2             | 3             | 4             | 5             | 6             | Punten        |
| ------ | ----------------- | ---- | --------- | --------- | ------------- | ------------- | ------------- | ------------- | ------------- | ------------- | ------------- | ------------- | ------------- |
| Goud   | Chen Aisen        | CHN  | 545.35    | 3         | 559.90        | 1             | 96.90         | 78.75         | 102.60        | 93.60         | 105.45        | 108.00        | 585.30        |
| Zilver | Germán Sánchez    | MEX  | 430.05    | 12        | 462.05        | 9             | 84.15         | 81.60         | 82.50         | 98.05         | 95.20         | 91.20         | 532.70        |
| Brons  | David Boudia      | USA  | 496.55    | 4         | 458.35        | 10            | 88.20         | 94.40         | 81.60         | 90.00         | 102.60        | 68.45         | 525.25        |
| 4      | Benjamin Auffret  | FRA  | 470.45    | 5         | 477.00        | 4             | 80.00         | 86.70         | 76.50         | 94.05         | 89.10         | 81.00         | 507.35        |
| 5      | Martin Wolfram    | GER  | 468.80    | 6         | 466.15        | 8             | 90.00         | 76.80         | 95.20         | 59.40         | 86.40         | 85.10         | 492.90        |
| 6      | Qiu Bo            | CHN  | 564.75    | 2         | 504.70        | 2             | 94.50         | 47.25         | 102.00        | 102.60        | 47.50         | 94.35         | 488.20        |
| 7      | Rafael Quintero   | PUR  | 456.55    | 10        | 471.20        | 7             | 65.60         | 90.65         | 81.60         | 81.60         | 79.20         | 86.70         | 485.35        |
| 8      | Viktor Minibajev  | RUS  | 462.25    | 8         | 474.10        | 6             | 81.60         | 70.30         | 86.70         | 79.20         | 72.00         | 91.80         | 481.60        |
| 9      | Sascha Klein      | GER  | 463.40    | 7         | 475.00        | 5             | 65.60         | 90.65         | 94.50         | 37.80         | 81.60         | 54.00         | 424.15        |
| 10     | Iván García       | MEX  | 418.90    | 15        | 497.55        | 3             | 88.80         | 73.80         | 54.00         | 91.80         | 30.75         | 79.80         | 418.95        |
| 11     | Woo Ha-ram        | KOR  | 438.45    | 11        | 453.85        | 12            | 76.50         | 81.60         | 85.00         | 57.60         | 47.25         | 66.60         | 414.55        |
| 12     | Domonic Bedggood  | AUS  | 413.85    | 17        | 454.95        | 11            | 72.00         | 86.40         | 68.45         | 44.55         | 44.20         | 88.20         | 403.80        |
| 13     | Steele Johnson    | USA  | 403.75    | 18        | 447.85        | 13            | Uitgeschakeld | Uitgeschakeld | Uitgeschakeld | Uitgeschakeld | Uitgeschakeld | Uitgeschakeld | Uitgeschakeld |
| 14     | Vincent Riendeau  | CAN  | 419.50    | 14        | 436.30        | 14            | Uitgeschakeld | Uitgeschakeld | Uitgeschakeld | Uitgeschakeld | Uitgeschakeld | Uitgeschakeld | Uitgeschakeld |
| 15     | James Connor      | AUS  | 457.05    | 9         | 419.10        | 15            | Uitgeschakeld | Uitgeschakeld | Uitgeschakeld | Uitgeschakeld | Uitgeschakeld | Uitgeschakeld | Uitgeschakeld |
| 16     | Hugo Parisi       | BRA  | 422.45    | 13        | 417.15        | 16            | Uitgeschakeld | Uitgeschakeld | Uitgeschakeld | Uitgeschakeld | Uitgeschakeld | Uitgeschakeld | Uitgeschakeld |
| 17     | Nikita Sjleicher  | RUS  | 418.15    | 16        | 415.75        | 17            | Uitgeschakeld | Uitgeschakeld | Uitgeschakeld | Uitgeschakeld | Uitgeschakeld | Uitgeschakeld | Uitgeschakeld |
| 18     | Tom Daley         | GBR  | 571.85    | 1         | 403.25        | 18            | Uitgeschakeld | Uitgeschakeld | Uitgeschakeld | Uitgeschakeld | Uitgeschakeld | Uitgeschakeld | Uitgeschakeld |
| 19     | Maxim Bouchard    | CAN  | 398.15    | 19        | Uitgeschakeld | Uitgeschakeld | Uitgeschakeld | Uitgeschakeld | Uitgeschakeld | Uitgeschakeld | Uitgeschakeld | Uitgeschakeld | Uitgeschakeld |
| 20     | Víctor Ortega     | COL  | 386.85    | 20        | Uitgeschakeld | Uitgeschakeld | Uitgeschakeld | Uitgeschakeld | Uitgeschakeld | Uitgeschakeld | Uitgeschakeld | Uitgeschakeld | Uitgeschakeld |
| 21     | Jesús Liranzo     | VEN  | 385.55    | 21        | Uitgeschakeld | Uitgeschakeld | Uitgeschakeld | Uitgeschakeld | Uitgeschakeld | Uitgeschakeld | Uitgeschakeld | Uitgeschakeld | Uitgeschakeld |
| 22     | Ooi Tze Liang     | MAS  | 379.50    | 22        | Uitgeschakeld | Uitgeschakeld | Uitgeschakeld | Uitgeschakeld | Uitgeschakeld | Uitgeschakeld | Uitgeschakeld | Uitgeschakeld | Uitgeschakeld |
| 23     | Robert Páez       | VEN  | 378.20    | 23        | Uitgeschakeld | Uitgeschakeld | Uitgeschakeld | Uitgeschakeld | Uitgeschakeld | Uitgeschakeld | Uitgeschakeld | Uitgeschakeld | Uitgeschakeld |
| 24     | Vadim Kaptoer     | BLR  | 353.85    | 24        | Uitgeschakeld | Uitgeschakeld | Uitgeschakeld | Uitgeschakeld | Uitgeschakeld | Uitgeschakeld | Uitgeschakeld | Uitgeschakeld | Uitgeschakeld |
| 25     | Sebastián Villa   | COL  | 350.40    | 25        | Uitgeschakeld | Uitgeschakeld | Uitgeschakeld | Uitgeschakeld | Uitgeschakeld | Uitgeschakeld | Uitgeschakeld | Uitgeschakeld | Uitgeschakeld |
| 26     | Jaoeheni Karaliou | BLR  | 347.80    | 26        | Uitgeschakeld | Uitgeschakeld | Uitgeschakeld | Uitgeschakeld | Uitgeschakeld | Uitgeschakeld | Uitgeschakeld | Uitgeschakeld | Uitgeschakeld |
| 27     | Maicol Verzotto   | ITA  | 313.10    | 27        | Uitgeschakeld | Uitgeschakeld | Uitgeschakeld | Uitgeschakeld | Uitgeschakeld | Uitgeschakeld | Uitgeschakeld | Uitgeschakeld | Uitgeschakeld |
| 28     | Mohab El-Kordy    | EGY  | 305.50    | 28        | Uitgeschakeld | Uitgeschakeld | Uitgeschakeld | Uitgeschakeld | Uitgeschakeld | Uitgeschakeld | Uitgeschakeld | Uitgeschakeld | Uitgeschakeld |